# Saint-Paul-de-Jarrat

Saint-Paul-de-Jarrat este o comună în departamentul Ariège din sudul Franței. În 1 ianuarie 2022 avea o populație de 1.354 de locuitori.